# Joseph Baermann Strauss
Joseph Baermann Strauss (Cincinnati, 9 gennaio 1870 – Los Angeles, 16 maggio 1938) è stato un ingegnere statunitense di origine tedesca ebraica.

## Biografia
Joseph Strauss nacque da genitori di origine tedesca, entrambi artisti: la madre era una pianista, mentre il padre era scrittore e pittore.
Laureatosi alla University of Cincinnati nel 1892, iniziò a lavorare nello studio di Ralph Modjeski, dove studiò alcune innovazioni nella progettazione dei ponti sospesi.
Strauss morì a Los Angeles un anno dopo il completamento del Golden Gate Bridge ed è ricordato da una statua posta sul lato di San Francisco del ponte.

### Golden Gate Bridge
Joseph Strauss è noto soprattutto per essere stato l'ingegnere capo della costruzione del Golden Gate Bridge di San Francisco; si ricorda che egli pose nell'ancoraggio meridionale dei cavi del ponte un mattone proveniente dalla McMicken Hall, un edificio dell'University of Cincinnati da poco demolito, in onore di quell'istituzione scolastica. Strauss era particolarmente preoccupato della sicurezza dei lavoratori: richieste l'uso di una rete di sicurezza durante la costruzione del Golden Gate Bridge, che salvò la vita a 19 persone.

### Altre attività
Altri suoi progetti furono il Burnside Bridge (1926), un ponte levatoio sul fiume Willamette a Portland, ed il Lewis and Clark Bridge (1930), un ponte metallico sul fiume Columbia tra Longview e Rainier.

### Letteratura
Fu anche l'autore di un poema che celebra le sequoie della California settentrionale e dell'Oregon meridionale, che viene ancora venduto ai turisti che visitano i parchi californiani.

## Opere
- Joseph B. Strauss, The Golden Gate Bridge Report of the Chief Engineer to the Board of Directors of the Golden Gate Bridge and Highway District, San Francisco, Calif., Golden Gate Bridge and Highway District, 1938, LCCN 38009362.